# Можейковский сельсовет (Щучинский район)
Можейковский сельсовет (бел. Мажэйкаўскі сельсавет) — административная единица на территории Щучинского района Гродненской области Белоруссии. Административный центр — агрогородок Большое Можейково.

## История
27 декабря 2016 года из состава сельсовета была исключена деревня Нарчи, вошедшая в Василишковский сельсовет.

## Состав
Можейковский сельсовет включает 33 населённых пункта:
- Богдановцы — деревня.
- Большие Бояры — деревня.
- Большое Можейково — агрогородок.
- Буртичи — деревня.
- Волока — деревня.
- Гармантино — деревня.
- Дамовцы — деревня.
- Дерванцы — деревня.
- Заболоть — деревня.
- Зайковщина — деревня.
- Зеневцы — деревня.
- Ищелно — деревня.
- Ищельняны — деревня.
- Казарезы — деревня.
- Кемяны — деревня.
- Кирели — деревня.
- Ковчики — деревня.
- Козенцы — деревня.
- Красули — деревня.
- Малые Бояры — деревня.
- Мурованка — деревня.
- Новосады — деревня.
- Новоселки — деревня.
- Оленковцы — деревня.
- Скрибовцы — агрогородок.
- Станиславово — деревня.
- Тумашевцы — деревня.
- Холечино — деревня.
- Церковцы — деревня.
- Чернявка — деревня.
- Ютевцы — деревня.
- Ялошевцы — деревня.

Упразднённые населённые пункты:
В 2011 году сельский населённый пункт Скрибовцы был упразднён и вошёл в состав агрогородка Скрибовцы.

## Достопримечательности
- Церковь Рождества Богородицы в деревне Мурованка